# Ritchie County
Ritchie County ist ein County im Bundesstaat West Virginia der Vereinigten Staaten. Der Verwaltungssitz (County Seat) ist Harrisville. Das U.S. Census Bureau hat bei der Volkszählung 2020 eine Einwohnerzahl von 8.444 ermittelt.

## Geographie
Das County liegt nördlich des geographischen Zentrums von West Virginia, ist im Nordwesten etwa 30 km von Ohio entfernt und hat eine Fläche von 1175 Quadratkilometern ohne nennenswerte Wasserfläche. Es grenzt im Uhrzeigersinn an folgende Countys: Pleasants County, Tyler County, Doddridge County, Gilmer County, Calhoun County, Wirt County und Wood County.

## Geschichte
Ritchie County wurde am 18. Februar 1843 aus Teilen des Harrison County, Lewis County und des Wood County gebildet. Benannt wurde es nach Thomas Ritchie, einem US-amerikanischen Journalisten und Politiker.

## Demografische Daten

Alterspyramide des Ritchie County

Nach der Volkszählung im Jahr 2000 lebten im Ritchie County 10.343 Menschen in 4.184 Haushalten und 2.999 Familien. Die Bevölkerungsdichte betrug 9 Einwohner pro Quadratkilometer. Ethnisch betrachtet setzte sich die Bevölkerung zusammen aus 98,68 Prozent Weißen, 0,14 Prozent Afroamerikanern, 0,27 Prozent amerikanischen Ureinwohnern, 0,13 Prozent Asiaten und 0,11 Prozent aus anderen ethnischen Gruppen; 0,69 Prozent stammten von zwei oder mehr Ethnien ab. 0,47 Prozent der Bevölkerung waren spanischer oder lateinamerikanischer Abstammung.
Von den 4.184 Haushalten hatten 30,2 Prozent Kinder und Jugendliche unter 18 Jahre, die bei ihnen lebten. 58,2 Prozent waren verheiratete, zusammenlebende Paare, 9,7 Prozent waren allein erziehende Mütter, 28,3 Prozent waren keine Familien, 25,0 Prozent waren Singlehaushalte und in 12,3 Prozent lebten Menschen im Alter von 65 Jahren oder darüber. Die Durchschnittshaushaltsgröße betrug 2,45 und die durchschnittliche Familiengröße lag bei 2,91 Personen.
Auf das gesamte County bezogen setzte sich die Bevölkerung zusammen aus 23,0 Prozent Einwohnern unter 18 Jahren, 7,7 Prozent zwischen 18 und 24 Jahren, 28,0 Prozent zwischen 25 und 44 Jahren, 26,1 Prozent zwischen 45 und 64 Jahren und 15,2 Prozent waren 65 Jahre alt oder darüber. Das Durchschnittsalter betrug 40 Jahre. Auf 100 weibliche Personen kamen 96,2 männliche Personen. Auf 100 Frauen im Alter von 18 Jahren oder darüber kamen statistisch 95,1 Männer.
Das jährliche Durchschnittseinkommen eines Haushalts betrug 27.332 USD, das Durchschnittseinkommen der Familien betrug 34.809 USD. Männer hatten ein Durchschnittseinkommen von 28.147 USD, Frauen 18.149 USD. Das Prokopfeinkommen betrug 15.175 USD. 14,3 Prozent der Familien und 19,1 Prozent der Bevölkerung lebten unterhalb der Armutsgrenze. Davon waren 23,6 Prozent Kinder oder Jugendliche unter 18 Jahre und 14,1 Prozent waren Menschen über 65 Jahre.